# Geograf (Vermeer)
Geograf (nizozemski: De geograaf) je slavno ulje na platnu koje je naslikao nizozemski barokni slikar Johannes Vermeer oko 1668. godine.
Portreti znanstvenika bili su omiljena tema u nizozemskom slikarstvu 17. stoljeća. Geograf, odjeven u japanski ogrtač, koji je tada bio popularan među znanstvenicima, prikazan je kao „netko uzbuđen intelektualnim istraživanjem”, svojim aktivnim stavom, prisutnošću karata, globusa i knjiga, kao i šestara koje drži u desnoj ruci. 
Time je jedna od samo dvije Vermeerove slike, uz „Astronoma“, koja prikazuje muškarca. Vjeruje se da obje prikazuju istog čovjeka, Antoniea van Leeuwenhoeka. Istraživanje iz 2017. god. dokazalo je da platno za oba djela proizlazi iz istog materijala, potvrđujući njihov bliski odnos.
Vermeer je na slici napravio nekoliko promjena koje pojačavaju osjećaj energije na slici. Čovjekova glava prvobitno je bila u drugom položaju, s lijeve strane gdje ga gledatelj sada vidi, što ukazuje na to da je muškarac možda gledao dolje, umjesto da je virio kroz prozor. Također, šestar kojega drži u ruci izvorno je bio vertikalan, a ne vodoravan. Zbog zamišljenog gledanja u svjetlo Geograf je skupio oči, a pojedinosti na njegovom licu malo su zamagljene, što predstavlja kretanje glave. Kartografski predmeti koji okružuju čovjeka neke su od stvarnih predmeta koje bi geograf posjedovao: globus, šestar, nautička karta, križni štap za mjerenje položaja zvijezda (na zidu), knjige i dr. Globus na ormaru je okrenut prema Indijskom oceanu gdje je tada aktivno djelovala Nizozemska istočnoindijska kompanija.
Tehnika koju je koristio Vermeer na ovom ulju na platnu je tipična za njegovo slikarstvo. Podloga je razapeto platno na okvir čiji su izvorni rubovi lijepljenja još uvijek prisutni. Siva zemlja koja sadrži kredu, umbru i olovnu bijelu boju proteže se do rubova razapinjanja. Boja se na mjestima nanosila tehnikom mokro na mokro s mnogo različitih teksturnih efekata stvorenih upotrebom poteza toniranja, udarca i suhih poteza kistom. Na nekim mjestima, poput globusa, Vermeer je impasto tehnikom nanosio točkice kako bi naglasio njegov sjaj. Tijekom posljednjeg čišćenja došlo je do neke abrazije (uklanjanje površine trljanjem ili brušenjem), posebno u sjeni na karti.
Sliku je, zajedno s Astronomom, 27. travnja 1713. god. u Rotterdamu kupio nepoznati kolekcionar i slike su zajedno preprodavane nekoliko puta dok Jan Danser Nijman iz Amsterdama nije 16. kolovoza 1797. god. prodao Geografa Christiaanu Josiju, izdavaču grafika, za 133 guldena, čime su ove dvije slike razdvojene. Naposljetku ju je Kohlbacher iz Beča 28. travnja 1885. god. prodao muzeju Stãdel u Frankfurtu za 8.000 forinti, gdje se nalazi i danas.

## Vanjske poveznice
|  | Zajednički poslužitelj ima još gradiva o temi Geograf (Vermeer) |

- Walter A. Liedtke, Vermeer i Delftska škola, Metropolitanski muzej umjetnosti, New York ISBN 978-0-87099-973-4 (engl.)